# NGC 1199
NGC 1199 is een elliptisch sterrenstelsel in het sterrenbeeld Eridanus. Het hemelobject werd op 30 december 1785 ontdekt door de Duits-Britse astronoom William Herschel.

## Synoniemen
- PGC 11527
- MCG -3-8-67
- HCG 22A